# زواج تراكبي

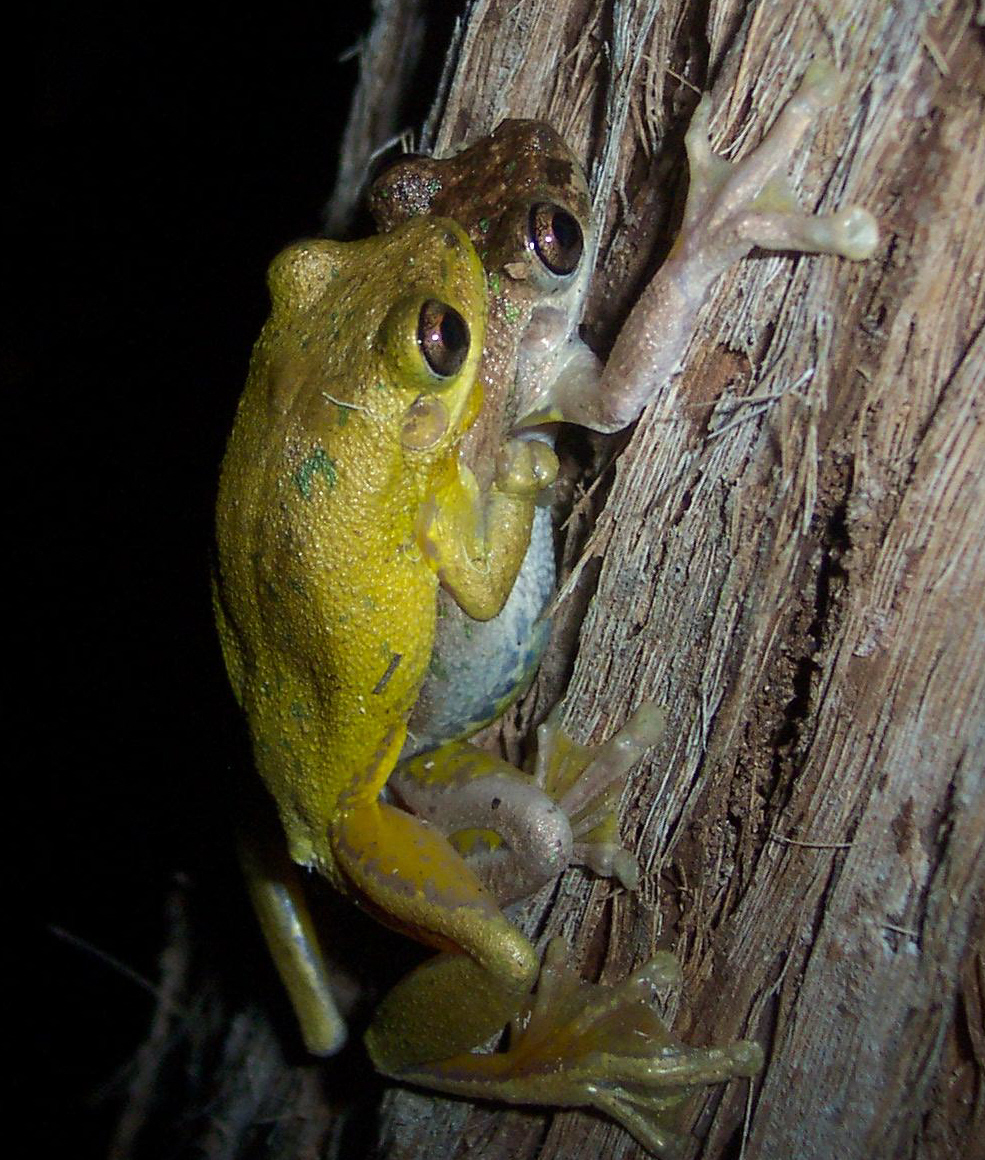
زوج ضفادع من نوع Litoria tyleri زواج تراكبي امساك من الإبط

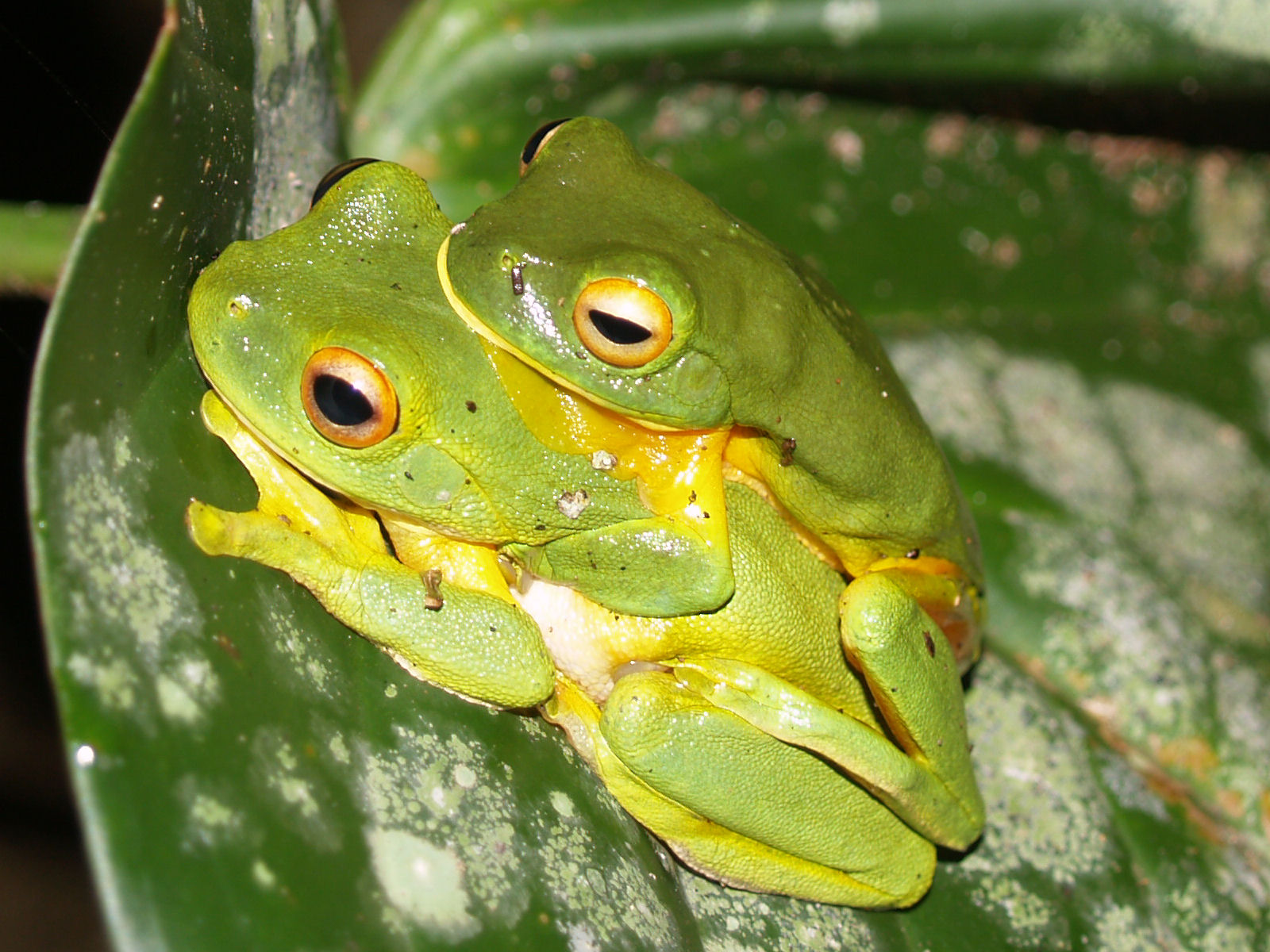
Orange-thighed Frogs (Litoria xanthomera) mating

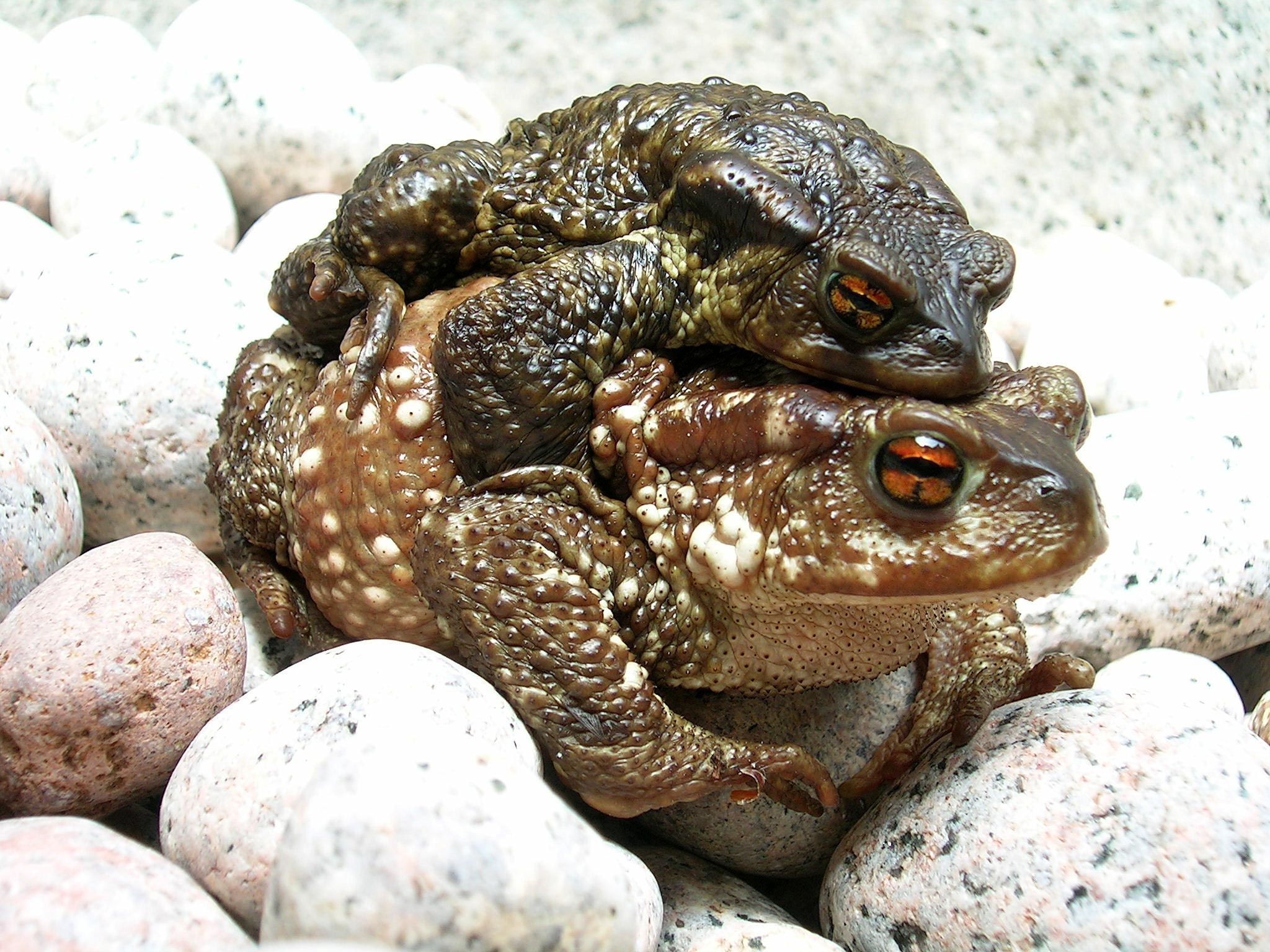
Amplexus of European ضفدع الجبل (Bufo bufo)

زواج تراكبي (بالإنجليزية: Amplexus)‏ هو شكل تزاوج تقوم به البرمئيات يقوم خلاله الذكر باعتلاء ظهر الانثى وامساكها بأرجله الامامية حيث تقوم الانثى خلال هذه العملية بوضع البيض بينما يقوم الذكر بإفراز سائله المنوي حيث يتم تخصيب البيض في الماء وهو ما يسمى باإخصاب الخارجي وهو يختلف عن الإخصاب الداخلي.
يحدث الزواج التركبي في الغالب في البيئات المائية لكن بعض الضفادع تمارسه على اليابسة وهناك فرق في طريقة امساك الذكر بالانثى فالضفادع الأكثر تطورا يمسك الذكر الانثي من منطقة الإبط بينما في بعض الضفادع الأقل تطورا يقوم الذكر بالإمساك بالبطن ومن طريف عملية التزاوج التراكبي للضفادع انه أحيانا يعتلي الانثى أكثر من ذكر.